# Auguste Reynaud (1891-1970)
Auguste Reynaud est un homme politique français, né le 23 mai 1891 à Saint-Raphaël (Var) et décédé le 24 août 1970 , dans la même ville.

## Biographie
Auguste Reynaud est le fils d'un employé de la société PLM, ancien conseiller municipal de Saint-Raphaël, et de la fille adoptive du comte d'Agay. Après des études de droit, il devient avocat. 
Il participe à la Première Guerre mondiale, lors de laquelle il est blessé. 

## Carrière politique
À son retour du conflit mondial, à partir de 1921, Auguste Reynaud milite aux côtés des communistes à Marseille. Il est conseiller général en 1922 et député du Var de 1924 à 1936, inscrit au groupe SFIO. En 1933, il quitte la SFIO pour le Parti socialiste de France.

## Pour en savoir plus